# مسجد ازغد
مسجد جامع ازغد مربوط به سدهٔ ۹ ه‍.ق است و در شهرستان مشهد، بخش طرقبه، روستای ازغد واقع شده و این اثر در تاریخ ۱۷ آذر ۱۳۶۴ با شمارهٔ ثبت ۱۶۹۷ به‌عنوان یکی از آثار ملی ایران به ثبت رسیده است.